# Мин-ди (Хань)
Мин-ди (кит. 明帝, личное имя — Лю Чжуан (кит. 劉莊) 28 — 75) — 2-й император империи Восточная Хань в 57—75 годах. Храмовое имя Сянь-цзун.

## Биография
Происходил из императорского рода Лю. Сын императора Гуан У-ди. При рождении получил имя Ян. В 39 году отец дает ему титул Дунхай-гуна. С молодости отличался Ян незаурядными способностями. Поэтому постепенно император стал поручать сыну ответственные государственные дела. В 41 году мать Лю Яна становится новой императрицей, а сам он получает титула князя Дунхай. В 43 году император объявил его наследником трона. Тогда Лю Ян изменил своё имя на Лю Чжуан. После этого становится активным помощником отца в решении вопросов внешней и внутренней политики, в частности в делах с племенами хунну. В 57 году после смерти Гуан У-ди новым императором становится Лю Чжуан.
Император зарекомендовал себя как старательный и опытный администратор. Он способствовал преодолению коррупции в государстве. В 59 году внедрил много норм и ритуалов конфуцианства в работу центрального аппарата для улучшения работы чиновников. В 60 году Лю Чжуан отметил 28 военнослужащих, которые помогали его отцу получить власть. Их портреты были нарисованы на башне императорского дворца.
В 66 году по приказу Лю Чжуана в Лояне была основана первая императорская конфуцианская школа для детей высокопоставленных чиновников и аристократов (вроде университета). Во время его правления в страну начали проникать буддистские идеи.
Постепенно среди представителей рода Лю усиливается недовольство строгой политикой императора. В 66-67 годах был подавлен мятеж князя Цзиня, в 70 году — князя Ина, а 73 году — князя Яна. Все они пытались с помощью духов и колдовства лишить жизни императора, или сделать так, чтобы у него не родился наследник. Судебные процессы против них привели к казни десятков тысяч сторонников этих князей.
Во внешней политике император пытался сохранить мир. Лю Чжуан умело играл на противоречиях северных и южных хунну. Одновременно с этим, он в 65 году создал специальную армию, которая отвечала за защиту северных границ. Кроме того, в 73—75 годах было осуществлено несколько походов против северных хунну, которые существенно ослабили врагов Китая и вместе с тем расширили влияние империи на запад. В 75 году император скончался в Лояне, завещав престол своему старшему сыну Чжан-ди.